# 阿波食ミュージアム
阿波食ミュージアム（あわしょくミュージアム）は、徳島県石井町にある産地直売所である。

## 概要
2015年（平成27年）3月13日にオープン。徳島県産を中心とした珍しい野菜や果物といった食材が揃っている。

### 基礎データ
定休日
- 年始（1月1日-1月3日）

営業時間
- 8:30-18:00

## 交通
- JR徳島線石井駅より車で約10分。
- 徳島自動車道「藍住インターチェンジ」より車で約25分。